# Муякански хребет
Муяканският хребет (на руски: Муяканский хребет) е планински хребет в Северното Забайкалие, разположен в североизточната част на Република Бурятия в Русия. Простира се от запад-югозапад (изворите на река Муя) на изток-североизток на протежение от 120 km, между река Муя (ляв приток на Витим) на юг и левият ѝ приток Муякан на север. Средна надморска височина 2000 – 2200 m, максимална 2478 m (55°52′40″ с. ш. 113°03′48″ и. д. / 55.877778° с. ш. 113.063333° и. д.), разположена в западната му част. Изграден е от кристалинни шисти, гнайси и магмени скали. По билните си части има резки алпийски форми. От него водят началото си реките Муя и левите ѝ притоци и Муякан с десните си притоци. До 1100 – 1300 m е покрит с лиственична тайга, а нагоре следва пояса на кедровия клек, сменящ се с планинска тундра. По североизточното му подножие преминава участък от трасето на Байкало-Амурската жп магистрала. 

## Топографска карта
- Лист от карта N-49-Б.
- Лист от карта O-49-Г.
- Лист от карта O-50-В.